# Bdeněves
Bdeněves (německy Wenussen) je vesnice a obec v okrese Plzeň-sever v Plzeňském kraji. Žije v ní 812 obyvatel. Leží jedenáct kilometrů západně od Plzně a 93 kilometrů jihozápadně od Prahy.

## Historie
První písemná zmínka o vesnici pochází z roku 1197.
Během své historie náležela ke statku Malesice a Kozolupy, v roce 1700 byl majitelem hrabě von Wachsenstein, kolem roku 1750 byli majiteli páni ze Schirndingu, začátkem 19. století patřila rodu Schönbornů.

## Obyvatelstvo
| Rok            | 1869 | 1880 | 1890 | 1900 | 1910 | 1921 | 1930 | 1950 | 1961 | 1970 | 1980 | 1991 | 2001 | 2011 | 2021 |
| -------------- | ---- | ---- | ---- | ---- | ---- | ---- | ---- | ---- | ---- | ---- | ---- | ---- | ---- | ---- | ---- |
| Počet obyvatel | 420  | 410  | 395  | 405  | 467  | 494  | 575  | 450  | 441  | 425  | 426  | 414  | 387  | 626  | 770  |
| Počet domů     | 56   | 62   | 64   | 63   | 71   | 75   | 108  | 113  | 103  | 108  | 112  | 129  | 141  | 224  | 269  |

## Obecní správa a politika
Mezi lety 1850–1960 byla Bdeněves obcí v okrese Kralovice (1850–1930), posléze v okrese Plasy (1950) a později v okrese Plzeň-sever. V letech 1960–1990 patřily jako část obce ke Kozolupům a od 24. listopadu 1990 jsou opět samostatnou obcí.

### Politika
V letech 2010–2014 byl starostou Josef Šmíd, od roku 2014 funkci vykonává Petr Chleborád.

### Obecní symboly
Znak a vlajka byly obci uděleny rozhodnutím předsedkyně Poslanecké sněmovny Parlamentu České republiky dne 14. června 2013.